# Serampore
Serampore – miasto w Indiach, w stanie Bengal Zachodni. W 2011 roku liczyło 181 842 mieszkańców.